# Dea di Morgantina
La cosiddetta dea di Morgantina è una statua proveniente da uno scavo clandestino da un santuario nel sito archeologico di Morgantina (provincia di Enna), in Italia.
È esposta al Museo archeologico di Aidone in seguito ad un contenzioso protrattosi per anni tra l'Italia e gli Stati Uniti, causato dal precedente acquisto illecito dell'opera da parte del Paul Getty Museum di Los Angeles.

## Storia
La dea fu scolpita nel V secolo a.C. in Sicilia: l'autore fu forse un discepolo di Fidia, operante in Magna Grecia. La statua fu trafugata dal sito archeologico di Morgantina nella seconda metà del Novecento, per essere poi venduta al Paul Getty Museum, che l'acquistò e la espose nel 1988. Fu acquistata ad un'asta a Londra per 28 miliardi di lire.
Il 5 marzo del 2001, il Tribunale di Enna condannò il ricettatore ticinese Renzo Canavesi a due anni di reclusione e al pagamento di una penale di 40 miliardi di lire: fu il primo caso nella normativa italiana dell'applicazione di una sanzione così ingente per l'esportazione clandestina di un reperto archeologico, suddivisa per metà al valore stimato della statua per un'altra metà ai danni morali. Secondo la ricostruzione dei magistrati di Enna, Canavesi avrebbe venduto la statua all'inizio degli anni ottanta per 400.000 dollari alla società londinese Robing Symes, che l'avrebbe rivenduta in seguito al Paul Getty Museum nel 1986, per 10 milioni di dollari. Lo stesso tribunale accertò - grazie ad una perizia petrografica sulla statua - che il calcare impiegato proveniva dalla Sicilia, precisamente da una cava (pirrera) della riva sinistra del fiume Irminio, a pochi chilometri dalla foce nei pressi di Marina di Ragusa, anticipando così l'esito degli accertamenti scientifici che il Paul Getty Museum ha compiuto prima di annunciare la restituzione della statua all'Italia.
Il 17 marzo 2011, nel 150º anniversario dell'Unità d'Italia, la Dea di Morgantina fu restituita all'Italia: è esposta al pubblico dal 17 maggio 2011 nel Museo archeologico di Aidone.

## Descrizione
La statua è alta 2,24 m e sarebbe stata scolpita tra il 425 a.C. e il 400 a.C., periodo nel quale la città di Morgantina venne assegnata a Kamarina, dopo gli accordi di Gela (424 a.C.) voluti da Ermocrate di Siracusa. Si tratta di uno pseudo-acrolito tecnica già sperimentata in Magna Grecia e soprattutto in Sicilia, anche per la realizzazione delle metope blank del tempio E di Selinunte (450 a.C.), avente il corpo realizzato in calcare colorato proveniente da una cava iblea, e le parti nude (testa, braccia, piedi) in marmo pario. La statua è lavorata nei minimi dettagli anche nella parte posteriore, dove il panneggio è riccamente caratterizzato: ciò farebbe pensare ad un'esposizione dell'opera su un piedistallo.
Da un punto di vista stilistico la statua rientra nel cosiddetto stile ricco post-fidiaco, diffusosi in Grecia durante gli anni della guerra del Peloponneso: è evidente dal cosiddetto "effetto bagnato" della veste sul torso, che mette in risalto i lineamenti del corpo, e dal ricco panneggio a formare ampie pieghe, un dettaglio visibile solo lateralmente o posteriormente. Queste caratteristiche sono presenti anche in altre statue contemporanee o di poco più antiche, come la Nike di Paionios ad Olimpia o le Vittorie del Tempio di Atena Nike ad Atene. La testa non è rifinita nella parte posteriore ma è solamente abbozzata, probabilmente perché ricoperta da uno strato di stucco su cui era posizionata una parrucca o un copricapo.